# Федосово (Тверская область)
Федосово — деревня в Калининском районе Тверской области. Входит в состав Щербининского сельского поселения.

## География
Находится в юго-восточной части Тверской области на расстоянии приблизительно 8 км на юг-юго-восток по прямой от города Тверь.

## История
Была отмечена ещё на карте 1825 года. В 1859 году здесь был учтен 41 двор. На карте 1938 года в деревне отмечено 65 дворов.

## Население
Численность населения: 318 человек (1859 год), 22 (русские 100 %) в 2002 году, 17 в 2010.